# Parafia Przemienienia Pańskiego w Odrowążku
Parafia Przemienienia Pańskiego w Odrowążku – parafia rzymskokatolicka usytuowana w Odrowążku. Należy do dekanatu czarneckiego, który należy z kolei do diecezji radomskiej.

## Historia
- Miejscowość ta od XIV w. nazywana była Odrowążek dla odróżnienia od Odrowąża Starego (gniazda rodu Odrowążów), do którego należał pod względem kościelnym. Kościół drewniano-murowany powstał tu w 1948. Duszpasterstwo w niedziele sprawowali od 1953 księża z Odrowąża. W 1957 zamieszkał tu duszpasterz - ks. Tadeusz Kwiecień. W roku następnym, 17 kwietnia, bp. Jan Kanty Lorek erygował tu parafię. W tym czasie dobudowano do kościoła drewnianą przybudówkę oraz zakrystię. Świątynia została powiększona w 1971, a dwa lata później konsekrowana pw. Przemienienia Pańskiego przez bp. Piotra Gołębiowskiego. W 1976 podjęto malowanie wnętrza świątyni. W znacznej części kościół spłonął latem 1993. Odnowiono go staraniem całej diecezji i miejscowych parafian w roku następnym. Po odnowieniu poświęcił go 3 lipca 1994 bp. Adam Odzimek. W 2011 rozpoczęto w Odrowążku budowę nowej świątyni parafialnej. Jest to drugi w Polsce, a pierwszy w diecezji radomskiej tzw. kościół pasywny, czyli energooszczędny. Świątynia została poświęcona przez bp. Adama Odzimka 6 sierpnia 2014.

## Terytorium
- Do parafii należą: Kopcie, Kucębów Borek, Kucębów Dolny, Kucębów Górny, Kucębów Odcinek, Odrowążek, Nowy Odrowążek, Szałas, Nowy Włochów[1].

## Proboszczowie
- 1956 - 2001 - ks. kan. Tadeusz Kwiecień
- 2001 - 2010 - ks. Andrzej Olszewski
- 2010 - nadal - ks. kan. Wincenty Chodowicz